# エバ・ポピエル

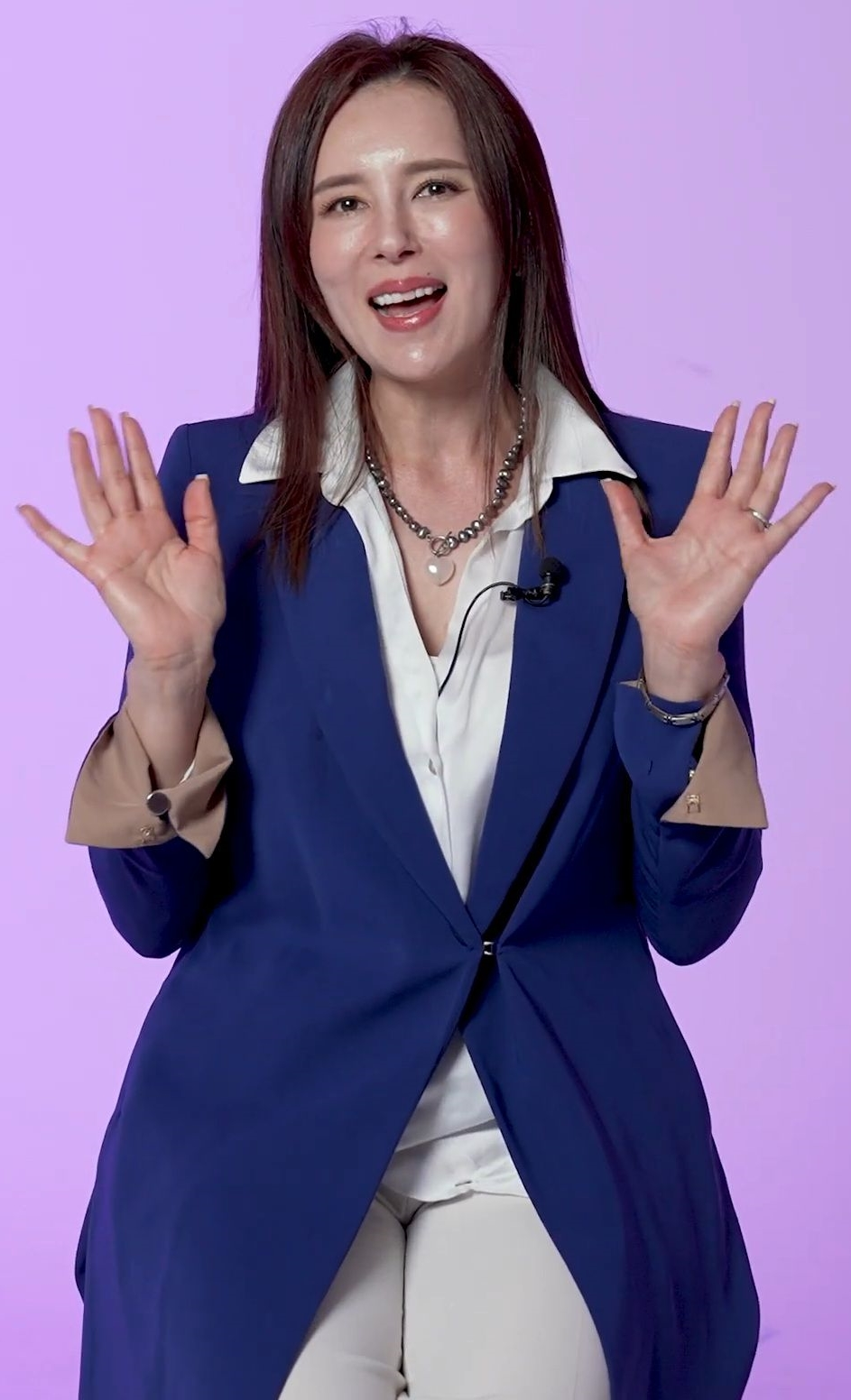
2024年に『コリア・タイムス』が主催した外国人韓国語スピーチ大会広報のためのスピーディーなチャレンジYouTube Shorts映像に出演したエバ・ポピエル

エバ・幸子・ポピエル（エバ・サチコ・ポピエル、英語: Eva Sachiko Popiel、韓国語:에바 사치코 포피엘、1981年4月23日 - ）は、韓国で活動する女優である。父がポーランド系イギリス人、母が日本人で、国籍はかつてはイギリス。2025年4月、韓国国籍を取得したと報じられた。東京都出身、ダラム大学卒業。ロレアル日本支社勤務の後、中国留学中に3か月コースで韓国に語学研修に訪れたことをきっかけとして、韓国に留まる。日本名は幸子。レジャースポーツインストラクターの韓国人のボーイフレンドと、2010年10月16日に予定される結婚式を前に、すでに婚姻届を終えた。

## 出演

### ドラマ
- 憎くても可愛くても（미우나 고우나 - KBS第1、2007年 - ） - ソーニャ役

### バラエティ
- 美女たちのおしゃべり（미녀들의 수다 - KBS第2）
- スターゴールデンベル（스타 골든벨 - KBS第2） - クイズ・ゲーム番組

## 参照
1. ↑  日本国籍を放棄してイギリスを選択したタレント、韓国国籍に…ルーツは日本だが“韓国人”になったスターたち スポーツソウル 2025年04月09日 (2025年7月24日閲覧)
2. ↑  “에바, 한국인 남친과 10월 결혼 이미 혼인신고” (韓国語). 2010年5月16日閲覧。